# 陈运泰
陈运泰（1940年—），男，原籍广东潮阳，生于福建厦门，中国地球物理学家。

## 生平
1962年毕业于北京大学物理系。此后担任中国地震局地球物理研究所名誉所长，北京大学地球与空间科学学院院长。1998年到2000年任中国科学院地学部副主任。

## 社会兼职
2001年6月，中国科学技术协会第六次全国代表大会召开，并选举其出任第六届全国委员会常务委员。
2008年，当选第十一届全国政协委员，代表科学技术界，分入第二十九组。

## 荣誉
1991年当选为中国科学院学部委员（院士）。1999年当选为第三世界科学院(TWAS) 院士。